# فيديريكو فريخيريو
فيديريكو فريخيريو (من مواليد 4 مايو 1987) هو سياسي  أرجنتيني يشغل حاليًا منصب نائب وطني منتخب عن إقليم تييرا دل فويغو. ينتمي إلى حركة الاندماج والتنمية (MID)، ويُعد حاليًا أحد أعضاء الكتلة البرلمانية التابعة لحزب الاقتراح الجمهوري (PRO) في مجلس النواب الأرجنتيني.

## الحياة الشخصية
وُلِد فريخيريو في 5 أبريل 1987 في العاصمة بوينس آيرس، وهو نجل ماريو إنريكي فريخيريو (1949–2020) وحفيد السياسي روغليو خوليو فريخيريو (1914–2006)، مؤسس حركة الاندماج والتنمية (MID). من بين أقاربه ابن عمه روغليو فريخيريو، الذي شغل منصب وزير الداخلية الأرجنتيني سابقًا.
التحق فريخيريو لدراسة القانون في الجامعة الكاثوليكية البابوية في الأرجنتين، إلا أنه انسحب من الدراسة قبل استكمال شهادته. وفي عام 2011، انتقل إلى مدينة ريو غراندي في إقليم تييرا دل فويغو حيث أسس شركته الخاصة. ويُعد من المندوبين المعتمدين لدى الاتحاد الصناعي الأرجنتيني.

## روابط خارجية
Profile on the official website of the Chamber of Deputies (باللغة الاسبانية)
- fedefrigerio على تويتر.